# Циссоида Диокла

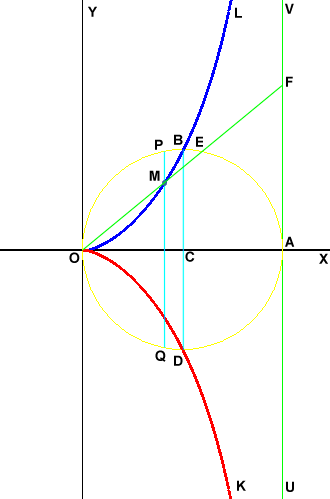
Рис. 1. Построение циссоиды. Синяя и красная линии — ветви циссоиды.

Циссоида  Диокла — плоская алгебраическая кривая третьего порядка.
В декартовой системе координат, где ось абсцисс направлена по {\displaystyle OX}, а ось ординат по {\displaystyle OY}, на отрезке {\displaystyle OA=2a}, как на диаметре строится вспомогательная окружность. В точке {\displaystyle A} проводится касательная {\displaystyle UV}. Из точки {\displaystyle O} проводится произвольная прямая {\displaystyle OF}, которая пересекает окружность в точке {\displaystyle E} и касательную в точке {\displaystyle F}. От точки {\displaystyle F}, в направлении точки {\displaystyle O}, откладывается отрезок {\displaystyle FM}, длина которого равна длине отрезка {\displaystyle OE}. При вращении линии {\displaystyle OF} вокруг точки {\displaystyle O}, точка {\displaystyle M} описывает линию, которая называется Циссоида Диокла. Две ветви этой линии на рис. 1 показаны синим и красным цветами.

## Уравнения
Уравнение циссоиды в прямоугольной системе координат записывается так:
{\displaystyle y^{2}={\frac {x^{3}}{2a-x}}.\qquad \qquad (1)}
Уравнение циссоиды в полярной системе координат:
{\displaystyle \rho ={\frac {2a\sin ^{2}\varphi }{\cos \varphi }}.}
Иногда уравнение циссоиды в полярной системе координат записывают так:
{\displaystyle \rho ={\frac {2a\left(1-\cos ^{2}\varphi \right)}{\cos \varphi }}=}
{\displaystyle =2a\left({\frac {1}{\cos \varphi }}-\cos \varphi \right)=}
{\displaystyle =2a\left(\sec \varphi -\cos \varphi \right).}
Параметрическое уравнение циссоиды:
{\displaystyle x={\frac {2au^{2}}{1+u^{2}}},} {\displaystyle y={\frac {2au^{3}}{1+u^{2}}},}
где
{\displaystyle u=\mathrm {tg} \,\varphi }.

## История
Впервые циссоиду исследовал греческий математик Диокл во II веке до н. э. Диокл строил кривую так: находится точка {\displaystyle P}, которая расположена на вспомогательной окружности симметрично точке {\displaystyle E}; ось симметрии — диаметр {\displaystyle BD}. Из точки {\displaystyle P} проводится перпендикуляр к оси абсцисс. Точка {\displaystyle M}, принадлежащая циссоиде, находится на пересечении этого перпендикуляра и прямой {\displaystyle OE}. Этим методом Диокл построил только кривую {\displaystyle DOB} внутри вспомогательной окружности. Если эту часть циссоиды ({\displaystyle DOB}) замкнуть дугой окружности {\displaystyle EAD}, то получается фигура, напоминающая своей формой лист плюща. По-гречески плющ — κισσός («киссос»), от чего и произошло название кривой — «Циссоида».
В современном виде циссоиду воспроизвел французский математик Жиль Роберваль в 1640 году. Позднее циссоиду также исследовал голландский математик Слюз.

## Свойства
- Циссоида симметрична относительно оси абсцисс.
- Циссоида пересекает вспомогательную окружность в точках {\displaystyle B} и {\displaystyle D}, которые принадлежат диаметру этой окружности.
- Циссоида имеет один касп и асимптоту {\displaystyle UV}, уравнение которой: {\displaystyle x=2a}, где {\displaystyle a} — радиус вспомогательной окружности.
- Циссоида является эвольвентой параболы с каспом в вершине параболы. При этом директриса параболы является асимптотой циссоиды.[1]

### Площадь между циссоидой и асимптотой
Эта площадь равна:
{\displaystyle S_{1}=3\pi a^{2}.}
Площадь, заключённая между ветвями циссоиды {\displaystyle KOL} и асимптотой {\displaystyle UV} {\displaystyle S_{1}}.
Уравнение верхней ветви {\displaystyle OL}:
{\displaystyle y={\sqrt {\frac {x^{3}}{2a-x}}}.\qquad \qquad (2)}
Половина площади заключённой между циссоидой и асимптотой равна интегралу от уравнения (2) в пределах от 0 до {\displaystyle 2a}:
{\displaystyle {\frac {1}{2}}S_{1}=\int \limits _{0}^{2a}{\sqrt {\frac {x^{3}}{2a-x}}}\,dx.\qquad \qquad (3)}
Подстановка:
{\displaystyle u^{2}=2a-x,\qquad x=2a-u^{2},\qquad dx=-2u\,du.}
Пределы интегрирования:
{\displaystyle x=0\Rightarrow u={\sqrt {2a}},\qquad x=2a\Rightarrow u=0.}
Интеграл (3) преобразуется к виду:
{\displaystyle {\frac {1}{2}}S_{1}=-2\int \limits _{\sqrt {2a}}^{0}{\sqrt {(2a-u^{2})^{3}}}\,du=}
{\displaystyle =\left.-2\left({\frac {u}{8}}(10a-2u^{2}){\sqrt {2a-u^{2}}}+{\frac {3a^{2}}{2}}\arcsin {\frac {u}{\sqrt {2a}}}\right)\right|_{\sqrt {2a}}^{0}={\frac {3\pi a^{2}}{2}}.}
Итак:
{\displaystyle {\frac {1}{2}}S_{1}={\frac {3\pi a^{2}}{2}}.}
{\displaystyle S_{1}=3\pi a^{2}.}

### Объём тела вращения
Объём ({\displaystyle V_{1}}) тела, образованного при вращении ветви {\displaystyle OL} вокруг оси абсцисс, рассчитывается так:
{\displaystyle V_{1}=\pi \int \limits _{0}^{2a}{\frac {x^{3}}{2a-x}}\,dx=}
{\displaystyle =\pi \int \limits _{0}^{2a}\left(-x^{2}-2ax-4a^{2}+{\frac {8a^{3}}{2a-x}}\right)\,dx=}
{\displaystyle =\left.-{\frac {44\pi a^{3}}{3}}-8\pi a^{3}(\ln(2a-x))\right|_{0}^{2a}.}
Если {\displaystyle x\to 2a}, то {\displaystyle \ln(2a-x)\to -\infty }, то есть {\displaystyle V_{1}\to \infty }.